# Festival de télévision de Monte-Carlo 2018
 (novembre 2016).
Le Festival de télévision de Monte-Carlo 2018, 58e édition du festival, s'est déroulé du 15 au 19 juin 2018.

## Nommés Nymphes d'or[1],[2]

### Programme long fiction
- Kästner Und Der Kleine Dienstag  Allemagne
- Sunshine Kings  Australie
- Pau, La Força D'Un Silenci  Espagne
- Fargo  États-Unis
- Le Viol  France
- Howards End  Royaume-Uni

### Séries TV-comédie
- Lâcher prise  Canada
- The Marvelous Mrs. Maisel  États-Unis
- Comrade Detective  Roumanie &  États-Unis
- The End of the F***ing World  Royaume-Uni
- This Country  Royaume-Uni
- Fallet  Suède

### Séries TV-dramatique
- Beau Séjour  Belgique
- Cardinal  Canada
- Gidseltagningen  Danemark
- La casa de papel  Espagne
- The Good Fight  États-Unis
- Glacé  France
- Liar  Royaume-Uni

### Documentaires
- Hissa Hilal - Eine Stimme Hinter Dem Schleier  Allemagne
- The Queen and Zak Grieve  Australie
- Unit 731: Elite Doctors And Human Experimentation  Japon
- Taking Back Marawi  Malaisie
- Mosul  Royaume-Uni
- Britain's Greatest Hoaxer  Royaume-Uni
- FN Och Övergreppen  Suède

### Reportages en direct
- Unang Hirit: Resorts World Manila Attack  Philippines
- Qatar Blockade  Qatar
- Zimbabwe  Royaume-Uni
- Grenfell Tower Fire  Royaume-Uni
- #MosulSOS  Russie

### Reportage du journal télévisé
- Libya Slave Auction  États-Unis,  Royaume-Uni et  Libye
- Zendan  Iran
- Mosul Front Line  Royaume-Uni
- Rohingya  Royaume-Uni

### Prix spécial du prince Rainier III
- Forest Blind  Corée du Sud
- A Plastic Whale  Royaume-Uni

### Prix de l'audience TV internationale

#### Meilleure série TV action et science-fiction
- MacGyver  États-Unis
- Prison Break (série télévisée)  États-Unis
- Scorpion  États-Unis

#### Meilleure série TV crime
- Esprits criminels (Criminal Minds)  États-Unis
- L'Arme fatale (Lethal Weapon)  États-Unis
- NCIS : Enquêtes spéciales  États-Unis

#### Meilleure telenovela
- Meril Aashiqui Tum Se Hi  Inde
- Amour, Gloire et Beauté (The Bold and the Beautiful))  États-Unis
- Saath Nibhana Saathiya  Inde

## Palmarès[3]

### Programme long fiction
- Meilleur programme long de fiction : Little Boy Blue  Royaume-Uni
- Meilleure actrice : Sinead Keenan dans Little Boy Blue  Royaume-Uni
- Meilleur acteur : Ewan McGregor dans Fargo  États-Unis

### Actualités
- Meilleur documentaire : FN Och Övergreppen  Suède
- Prix du jury : Mosul  Royaume-Uni
- Meilleur reportage du journal télévisé : Libya Slave Auction  États-Unis,  Royaume-Uni et  Libye
- Meilleur reportage en direct : Zimbabwe  Royaume-Uni

### Séries TV[4]
- Meilleure série télévisée - comédie : The End of the F***ing World  Royaume-Uni
- Meilleure actrice : Daisy May Cooper (en) dans This Country  Royaume-Uni
- Meilleur acteur : Tony Shalhoub dans The Marvelous Mrs. Maisel  États-Unis
- Meilleure série télévisée - dramatique : La casa de papel  Espagne
- Meilleure actrice : Lynn Van Royen (nl) dans Beau Séjour  Belgique
- Meilleur acteur : Johannes Lassen dans Gidseltagningen (Below The Surface)  Danemark

### Prix de l'audience TV internationale
- Meilleure série télévisée – action et science-fiction : Scorpion  États-Unis
- Meilleure série télévisée – crime : Lethal Weapon  États-Unis
- Meilleure série télévisée – soap opera : The Bold and the Beautiful  États-Unis

### Prix Spéciaux
- Prix spécial prince Rainier III : A Plastic Whale  Royaume-Uni & Forest Blind  Corée du Sud
- Prix AMADE : Les Enfants perdus du califat (ISIS Next Generation)  France
- Prix du Comité international de la Croix-Rouge : Goodbye Aleppo  Royaume-Uni
- Prix SIGNIS : Der Polizist, Der Mord Und Das Kind (Benede)  Allemagne
- Prix de la Croix-Rouge monégasque : Pau, La Força D'Un Silenci (The Power Of Silence)  Espagne
- Prix PeaceJam : Die Göttliche Ordnung (The Divine Order)  Suisse et White Right: Meeting The Enemy  Royaume-Uni